# Театр тіней Verba
Театр тіней «Verba» (англ. Shadow Theatre Verba) — це професійний колектив з Чернігова, що працює в жанрі театр тіней. Широку популярність здобув після виступу на американському телевізійному шоу America's Got Talent.
Візуалізуючи різноманітні сюжети, взяті з життя, або існуючі в казках та фільмах, артисти переносять глядачів в нову реальність, дають змогу дивуватися, радіти, переживати, обмірковувати важливі теми і повертатися в дитинство.
Подорожуючи по всьому світі, команда знайомить глядачів з Україною — батьківщиною багатьох видатних людей. Артисти театру мріють одного дня стати в один ряд з такими видатними українськими діячами культури як Шевченко, Ступка, Джамала, і викликати позитивні асоціації в своїй країні.

## Історія
Творчий шлях команди VERBA почався в 2010 році.
Відкривши для себе жанр театру тіней і будучи надихненим невідомою до цього формою мистецтва, група ентузіастів першою в Україні створила своє власне тіньове шоу. Експеримент з грою світла, тіні і пластики людського тіла виявився більш ніж вдалим. Під назвою "Театр тіней Fireflies" команда вийшла на сцену телевізійного шоу “Україна має талант”. Український глядач дуже тепло зустрів новий для себе жанр і артистів.
В наступні 5 років театру тіней шляхом постійного творчого пошуку і професіонального росту вдалося показати себе не тільки в Україні, але і далеко за її межами. Завдяки артистам театру тіней Fireflies про тіньовий жанр дізналося багато глядачів таких шоу талантів як “Mam Talent” (Польща), “Das Supertalent” (Німеччина), “Хвилина слави” (Росія), а також багатьох інших країн і міст, в яких театр встиг виступити з гастролями (Китай, Катар, Азербайджан, Оман, Туреччина, Болгарія, Вірменія).
В 2015 році розпад команди і участь в таких талант шоу як “France Digital Talent” (Франція) та “Românii au talent” (Румунія) призвели до створення нового проєкту під назвою VERBA. Зміна назви, концепції та команди стали новою сходинкою в розвитку театру тіней з України. Саме з ідеєю популяризації української творчості команда виступила на румунському талант шоу. Румунія з великою цікавістю і підтримкою прийняла театр тіней VERBA. Глядачі залишились під великим враженням від незвичайної візуальної форми мистецтва, за допомогою якої артисти представити всесвітньо відому історію кохання з фільму “Титанік”.
В 2018 році команда театру тіней Verba взяла участь в "Česko Slovensko má talent" (Чехія) . А в грудні того ж року відбулися перші гастролі театру тіней Verba в Алжирі . Цей гастрольній тур проходив під патронатом міністерства культури Алжиру і мав на меті культурне збагачення міст постраждалих від воєнних дій. 
Одною з найвизначніших подій 2019 року стала участь групи Verba в телевізійному шоу "America's Got Talent". Виступ на цьому проєкті дав великий поштовх в подальшому розвитку колективу.
На даний момент команда:

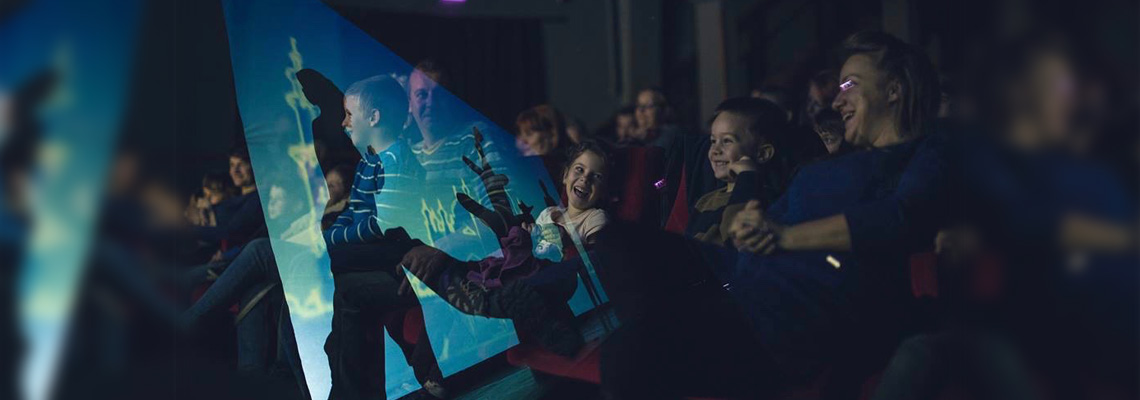
Реакція глядачів у Румунії.

- створила три тіньових шоу – “Shadow Hollywood”, “Kingdom of Shadows” і “Shadow Space”;
- для участі в талант шоу “Україна має талант” був створений перший дитячий театр тіней VERBA kids [6];
- соціальна і відео робота театру “Save the Earth” стала лауреатом кінофестивалів у Китаї, Америці, Бразилії та Латвії;
- створила першою в світі симбіоз театру тіней і 3Д технологій - шоу "Легенди Льоду і полум'я" по мотивам серіалу "Гра престолів"[7][8][9].

## Шоу і фестивалі з участю театру тіней Verba
1. Românii au talent (Бухарест, Румунія)
2. Україна має талант (Київ, Україна)
3. Eventex (Софія, Болгарія)
4. Techfest (Мумбаї, Індія)
5. Handle Climate Change Film Festival (Китай)
6. Jewrovision (Карлсруе, Німеччина)
7. BITCNI Awards (Белфаст, Ірландія)
8. No es un sabado cualquiera, (Мадрид,Іспанія)[10]
9. Qatar Total Open (Доха, Катар)
10. King Abdulaziz Camel Festival (Саудівська Аравія)
11. 4th Silk Road International Arts Festival (Китай)
12. Festivalul Tanar de la Sibiu (Сібіу, Румунія)[11]
13. Festivalul Internaţional de Teatru pentru Publicul Tânăr (Ясси, Румунія)[12]
14. Katara Village for El Adha Festival (Доха, Катар)
15. Sharjah International Book Fair (Шарджа, ОАЕ)
16. Arte Non Stop Festival (Буенос-Айрес, Аргентина)
17. Cesko-Slovensko ma talent (Братислава, Словаччина)
18. Cairo Film Festival (Каїр, Єгипет)
19. Концертний тур "Shadow Fairy Tales" (Алжир)
20. International Storytelling Festival (Грац, Австрія)[13]
21. Америка має талант (Лос-Анджелес, США)